# SN 2010bd
SN 2010bd – supernowa typu II odkryta 16 stycznia 2010 roku w galaktyce A121937+4601. W momencie odkrycia miała maksymalną jasność 22,70m.